# Raphael Chukwu
Raphael Ndukwe Chukwu (ur. 22 lipca 1975 w Abie) – nigeryjski piłkarz grający na pozycji napastnika. W reprezentacji Nigerii rozegrał 10 meczów i strzelił 3 gole.

## Kariera klubowa
Karierę piłkarską Chukwu rozpoczął w klubie Enyimba FC. W jego barwach zadebiutował w 1992 roku w nigeryjskiej Premier League. W 1993 roku odszedł do Udoji United, w którym spędził 3 sezony.
W 1995 roku Chukwu ponownie zmienił klub i został piłkarzem południowoafrykańskiego Mamelodi Sundowns FC. W 1998 roku wywalczył z nim swoje pierwsze mistrzostwo RPA, a sukces ten powtórzył także w latach 1999 i 2000. W 1999 roku zdobył też Rothmans Cup.
W 2001 roku Chukwu trafił do Włoch i został zawodnikiem AS Bari. Przez 2 lata grał w rozgrywkach Serie B, a w barwach Bari strzelił 1 gola w 15 rozegranych meczach. W 2003 roku zmienił klub i przeszedł do tureckiego Çaykuru Rizespor. Grał tam rok i w 2004 roku wrócił do RPA, do Mamelodi Sundowns. Po jednym sezonie gry w tym klubie zakończył karierę.
| Sezon   | Klub                 | Kraj              | Rozgrywki             | Mecze | Bramki |
| ------- | -------------------- | ----------------- | --------------------- | ----- | ------ |
| 1992    | Enyimba FC           | Nigeria           | Premier League        | ?     | ?      |
| 1993    | Udoji United FC      | Nigeria           | Premier League        | ?     | ?      |
| 1994    | Udoji United FC      | Nigeria           | Premier League        | ?     | ?      |
| 1995    | Udoji United FC      | Nigeria           | Premier League        | ?     | ?      |
| 1995    | Mamelodi Sundowns FC | Południowa Afryka | I. liga               | 1     | 0      |
| 1996/97 | Mamelodi Sundowns FC | Południowa Afryka | Premier Soccer League | 24    | 11     |
| 1997/98 | Mamelodi Sundowns FC | Południowa Afryka | Premier Soccer League | 33    | 18     |
| 1998/99 | Mamelodi Sundowns FC | Południowa Afryka | Premier Soccer League | 30    | 15     |
| 1999/00 | Mamelodi Sundowns FC | Południowa Afryka | Premier Soccer League | 35    | 16     |
| 2000/01 | Mamelodi Sundowns FC | Południowa Afryka | Premier Soccer League | 30    | 12     |
| 2001/02 | AS Bari              | Włochy            | Serie A               | 12    | 1      |
| 2002/03 | AS Bari              | Włochy            | Serie B               | 3     | 0      |
| 2003/04 | Çaykur Rizespor      | Turcja            | Süper Lig             | 11    | 4      |
| 2004/05 | Mamelodi Sundowns FC | Południowa Afryka | Premier Soccer League | 4     | 0      |

## Kariera reprezentacyjna
W reprezentacji Nigerii Chukwu zadebiutował w 1995 roku. W 2000 roku został powołany do kadry na Puchar Narodów Afryki 2000. Wystąpił na nim w 2 meczach: półfinale z Republiką Południowej Afryki (2:0) i finale z Kamerunem (2:2, k. 3:4), w którym strzelił jednego z goli. Od 1995 do 2001 roku rozegrał w kadrze narodowej 10 meczów i zdobył 3 bramki.